# Обичам те, Бет Купър
„Обичам те, Бет Купър“ (на английски: I Love You, Beth Cooper) е американска тийнейджърска комедия от 2009 г. на режисьора Крис Кълъмбъс. Във филма участват Хейдън Пенетиър и Пол Ръст.